# Giovanni Pietro Birago
Giovanni Pietro Birago (... – XVI secolo) è stato un miniatore e incisore italiano.

## Biografia

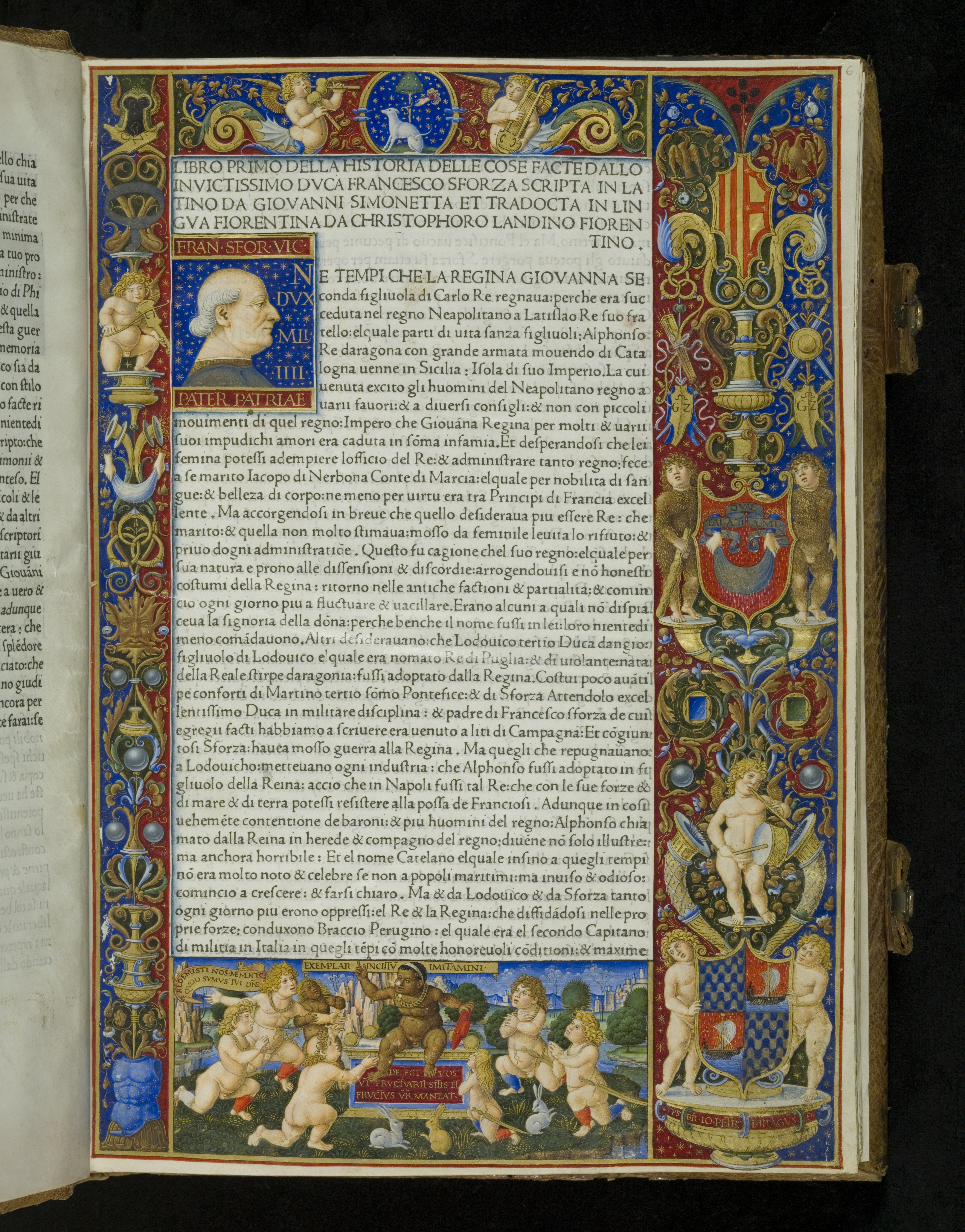
Incipit della Sforziade di Varsavia

Le notizie riferibili a questo miniatore milanese sono scarse; in precedenza era noto come Maestro del Libro d'Ore di Bona di Savoia o come Pseudo Antonio da Monza. Dai pochi documenti rimasti è stato possibile identificarlo come un ecclesiastico al servizio di Bona Sforza, per la quale eseguì un offiziolo identificabile con il Libro d'Ore ora a Londra al British Museum. Le sue più antiche opere certe sono le miniature dei diciotto corali della cattedrale di Brescia, realizzate tra il 1471 ed il 1474, ora alla Pinacoteca Tosio Martinengo. Negli anni '80 esegue il Breviario per la famiglia veneziana Barozzi, ora alla Biblioteca Nazionale di Vienna, segno questo che la fama di Birago si era estesa oltre Milano.
A partire dal 1490 lavorò soprattutto per Ludovico il Moro, decorando la Sforziade composta da Giovanni Simonetta, la Grammatica di Elio Donato, aiutato da Cristoforo de Predis, e il Liber Jesus, con altri miniatori, tra i quali Ambrogio Marliano.Queste opere sono conservate rispettivamente alla Biblioteca Nazionale di Parigi la prima e alla Trivulziana di Milano gli altri due volumi.  
È inoltre da ricordare la sua attività come incisore. L'ultima notizia a lui relativa risale al 1513.